# 305 (numero)
Trecentocinque (305) è il numero naturale dopo il 304 e prima del 306.

## Proprietà matematiche
- È un numero dispari.
- È un numero composto con divisori: 1, 5, 61, 305. Poiché la somma dei suoi divisori (escluso il numero stesso) è 67 < 305, è un numero difettivo.
- È un numero semiprimo.
- È un numero palindromo nel sistema di numerazione posizionale a base 4 (10301) e nel sistema numerico esadecimale.
- È parte delle terne pitagoriche (55, 300, 305), (136, 273, 305), (183, 244, 305), (207, 224, 305), (305, 732, 793), (305, 1848, 1873), (305, 9300, 9305), (305, 46512, 46513).

## Astronomia
- 305P/Skiff è una cometa periodica del sistema solare.
- 305 Gordonia è un asteroide della fascia principale del sistema solare.

## Astronautica
- Cosmos 305 è un satellite artificiale russo.